# Gazzola

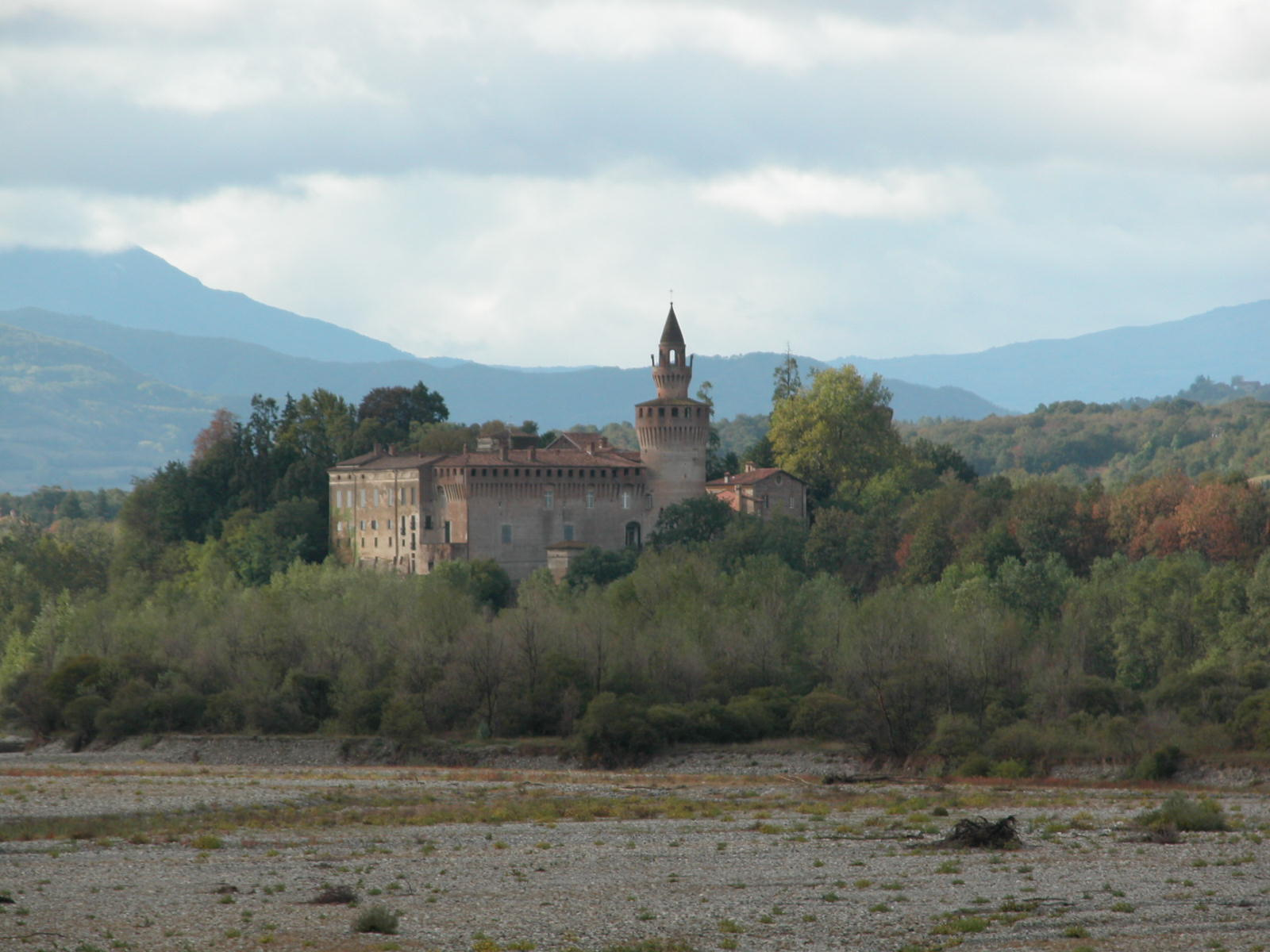
Blick auf die Burg von Rivalta in Gazzola

Gazzola ist eine italienische Gemeinde (comune) mit 2141 Einwohnern (Stand 31. Dezember 2023) in der Provinz Piacenza in der Emilia-Romagna. Die Gemeinde liegt etwa zwölf Kilometer südwestlich von Piacenza zwischen der Luretta im Westen und der Trebbia im Osten.
Gazzola ist zugleich der Name eines Adelsgeschlechts.

## Persönlichkeiten
- Leonella Sgorbati (1940–2006), Ordensschwester, Märtyrin